# 121542 Alindamashiku
121542 Alindamashiku este o planetă minoră (asteroid) din centura de asteroizi. A fost descoperită pe 29 octombrie 1999 la Catalina Station⁠(d) de Catalina Sky Survey. 
Obiectul prezintă o orbită caracterizată de o semiaxă mare de 2,9883414271313 UAi, o excentricitate de 0,06, o înclinație de 9,8 ° în raport cu ecliptica.